# Кампервен
Кампервен (нід. Kamperveen) — село в нідерландській провінції Оверейсел. Входить до муніципалітету Кампен.
Його площа становить 21,93 км², а населення станом на 2021 рік складало 915 осіб.
Перша згадка про населений пункт датується 1236 роком.
До 1937 року мало статус окремого муніципалітету.